# Guarda Republicana (República Democrática do Congo)
Guarda Republicana (em francês:  Garde Républicaine) da República Democrática do Congo, anteriormente conhecida como Grupo Especial de Segurança Presidencial (GSSP), é uma unidade militar de elite congolesa cuja missão é garantir a segurança do presidente da República Democrática do Congo. Foi criada para este fim pelo atual presidente do país, Joseph Kabila. Portanto, não está sob responsabilidade do alto comando das Forças Armadas da República Democrática do Congo, mas recebe ordens diretamente do chefe de Estado. Assim, além do artigo 140 da Lei sobre o Exército e a Defesa, não há uma cláusula legal que identifique a Guarda Republicana como uma unidade dentro do exército nacional do país. Em fevereiro de 2005, o presidente Joseph Kabila aprovou um decreto que nomeou o comandante da Guarda Republicana e 'revogou quaisquer disposições anteriores contrárias' a esse decreto. Em relação à sua capacidade de combate, a Guarda Republicana é composta por entre 10.000 e 15.000 soldados (em janeiro de 2007, segundo o ICG), melhor equipados, pagos e treinados do que o restante das Forças Armadas da República Democrática do Congo. Essas tropas estavam distribuídas em três brigadas, a 10.ª em Quinxassa e a 15.ª e a 16.ª em Lubumbashi  (mais recentemente tem sido reorganizadas em zonas de defesa e regimentos). Possui as melhores condições de trabalho e é paga regularmente, mas ainda comete inúmeros crimes perto de suas bases, inclusive contra os funcionários das Nações Unidas. 
Afirma-se ser parte da Casa Militar (em francês:  Maison Militaire) do Presidente, que são as agências de segurança de Estado da República Democrática do Congo, e tem sido usada contra a oposição política ao presidente Kabila. A Guarda Republicana foi acusada pelos Estados Unidos, pelas Nações Unidas e numerosos grupos de direitos humanos de minar o processo democrático no país, perseguindo rivais políticos, atacando partidos da oposição, abusando de jornalistas, detendo e executando civis arbitrariamente, e impedindo o acesso a reuniões públicas.